# Jacques Prévert
Jacques Prévert (Neuilly-sur-Seine, 4 de fevereiro de 1900 — Omonville-la-Petite, 11 de abril de 1977) foi um poeta e roteirista francês. 
Após o êxito da sua primeira coleção de poesias, Paroles em 1946, Prévert tornou-se um grande poeta popular, graças à sua linguagem familiar, senso de humor, hinos à liberdade e jogo com as palavras. Como resultado de seu êxito, seus poemas passaram a ser estudados em todas as escolas francesas do mundo, conquistando o reconhecimento internacional.
Poeta e roteirista francês, Jacques Prévert ironizou os usos e costumes, o clero, a igreja. Criou os roteiros e diálogos de grandes filmes franceses pertencentes à escola do realismo poético, realizados em sua maioria por Jean Renoir e Marcel Carné.
Como compositor, ele escreveu a música "Les Feuilles Mortes", que foi muito famosa no seu tempo, na voz de Ives Montand. Mais tarde, Serge Gainsbourg compôs uma música chamada "La chanson de Prevért" que faz referência à canção referida acima. 

## Sua vida
Jacques Prévert nasceu em 1900, em Neuilly-sur-Seine, França, onde passou a sua infância. Seu pai, André Prévert, crítico de dramaturgia, levou-o sempre ao teatro e sua mãe, Suzanne Catusse, o iniciou na leitura. Aos 15 anos, com o certificado de estudos básicos, ele saiu da escola e começou a fazer pequenos trabalhos. Ao ser convocado para o serviço militar, ele foi para Saint-Nicolas-de-Port, onde encontrou Yves Tanguy, antes de ser enviado para Istambul, onde conheceu Marcel Duhamel.
Em 1925, participou do movimento surrealista, juntamente com seu grupo, formado por Marcel Duhamel, Raymond Queneau e Yves Tanguy. Mas Prévert, com seu espírito independente, não conseguiu permanecer por muito tempo no grupo. 
Escreveu grandes filmes franceses realizados entre 1935-1945, todos eles considerados obras-primas do realismo poético francês: Drôle de Drame, Le Quai des Brumes, Hotel du Nord, Le Jour se Lève, Les Enfants du Paradis de Marcel Carné. 
Também, escreveu peças de teatro.
Seus poemas foram transformados em música por Joseph Kosma (Les Feuilles Mortes). 
Sua filha Michele nasceu em 1946. Casou-se com Janine Tricotet em 1947. Por iniciativa de sua esposa, que tentou afastá-lo das "tentações de uma vida dissoluta", eles deixaram Antibes para morar em Omonville-la-Petite, na Manche, onde morreu aos 77 anos, de cancro do pulmão, por ser fumador compulsivo, também aparecia em várias fotografias a fumar.

## Seu estilo
Prévert revolucionou o discurso tradicional, através do jogo de palavras. Sua poesia é constantemente construída com jogos de linguagem (calembur, neologismos, lapsus propositais, invenções…) com os quais o poeta consegue efeitos cômicos inesperados (um humor por vezes negro), duplos significados e imagens insólitas.
Seus poemas também são ricos em jogos sonoros, combinações que brincam com a audição (aliterações, rimas e ritmos variados) que podem parecer fáceis, mas que são habilmente utilizadas por Prévert. 
Traços de surrealismo ajudam a compor o seu estilo: inventários, listas de objetos, metáforas e personificações.

## Suas obras
- 1946 : Palavras - no original Paroles
- 1946 : Le Cheval de Trois
- 1946 : Histoires
- 1947 : Contes pour enfants pas sages
- 1947 : Le Petit Lion
- 1950 : Des bêtes
- 1951 : Spectacle
- 1951 : Vignettes pour les vignerons
- 1951 : Grand Bal du printemps
- 1952 : Lettre des îles Baladar
- 1952 : Charmes de Londres
- 1952 : Bim, le petit âne
- 1952 : Guignol
- 1953 : Tour de chant
- 1953 : L’Opéra de lune
- 1955 : La Pluie et le beau temps
- 1955 : Lumières d’homme
- 1963 : Histoires
- 1966 : Fatras
- 1973 : Eaux-fortes

## Filmografia
- 1932 : Comme une carpe, de Claude Heymann,
- 1932 : L'affaire est dans le sac, de Pierre Prévert,
- 1933 : Ciboulette, de Claude Autant-Lara,
- 1933 : Si j'était le Patron, de Richard Pottier,
- 1934 : Le taxi de minuit, de Albert Valentin
- 1934 : L'hôtel du libre échange, de Marc Allégret
- 1935 : Un oiseau rare, de Richard Pottier
- 1936 : Moutonnet, de René Sti,
- 1936 : Jenny, de Marcel Carné,
- 1936 : Le crime de Monsieur Lange, de Jean Renoir,
- 1937 : 27 rue de la Paix, de Richard Pottier,
- 1937 : Drôle de drame, de Marcel Carné,
- 1937 : L'affaire du courrier de Lyon, de Claude Autant-Lara et Maurice Lehmann,
- 1938 : Ernest le rebelle, de Christian-Jaque,
- 1938 : Les disparus de Saint-Agil, de Christian-Jaque,
- 1938 : Le quai des brumes, de Marcel Carné,
- 1939 : The Mysterious Mr. Davis, de Claude Autant-Lara
- 1939 : Le jour se lève, de Marcel Carné
- 1941 : Remorques, de Jean Grémillon,
- 1941 : Une femme dans la nuit, de Edmond T. Gréville,
- 1941 : Le soleil a toujours raison, de Pierre Billon,
- 1942 : Les visiteurs du soir, de Marcel Carné
- 1943 : Lumière d'été, de Jean Grémillon,
- 1943 : Adieu Léonard, de Pierre Prévert,
- 1945 : Les enfants du paradis, de Marcel Carné
- 1945 : Sortilèges, de Christian-Jaque,
- 1946 : Aubervilliers, de Eli Lotar,
- 1946 : Les portes de la nuit, de Marcel Carné
- 1946 : Voyage surprise, de Pierre Prévert,
- 1947 : L'arche de Noé, de Henry Jacques
- 1947 : Le petit soldat, de Paul Grimault
- 1947 : La fleur de l'âge, de Marcel Carné,
- 1949 : Les amants de Vérone, de André Cayatte,
- 1950 : Souvenirs perdus, de Christian-Jaque
- 1950 : Bim, de Albert Lamorisse,
- 1950 : La Marie du port, de Marcel Carné,
- 1953 : La Bergère et le Ramoneur,[1] de Paul Grimault,
- 1956 : Notre-Dame de Paris, de Jean Delannoy
- 1958 : La Seine a rencontré Paris, de Joris Ivens
- 1959 : Paris la belle, de Pierre Prévert,
- 1961 : Amours célèbres, de Michel Boisrond,
- 1964 : Le petit Claus et le grand Claus, de Pierre Prévert
- 1966 : À la belle étoile, de Pierre Prévert,
- 1970 : Le diamant, de Paul Grimault
- 1980 : Le Roi et l'Oiseau,[2][3][4] de Paul Grimault,